# 國道4號 (日本)
國道4號（日语：／ Kokudō Yongō）是日本東京都中央區至青森縣青森市的一般國道。

## 概要

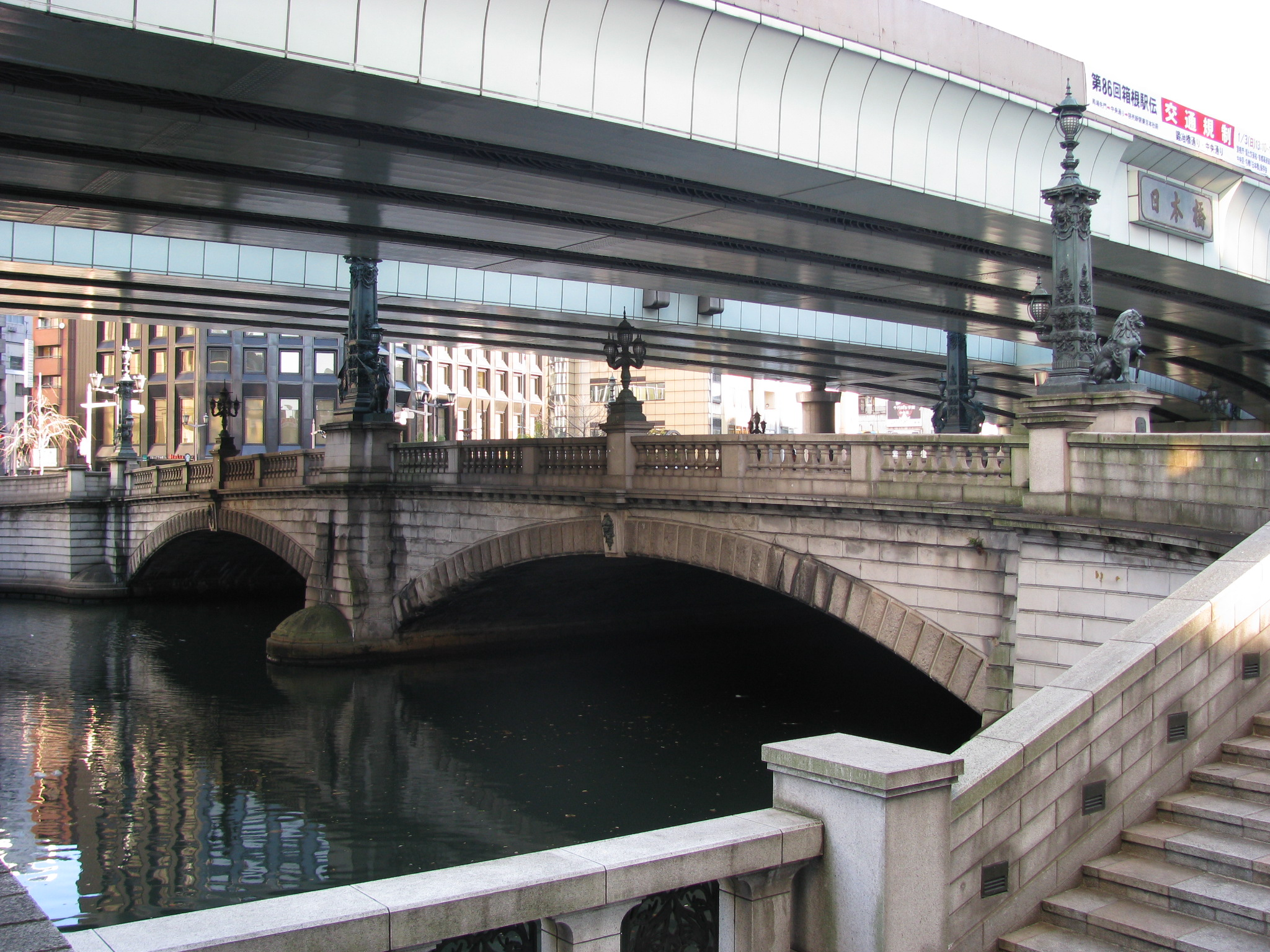
國道4號起點
東京都中央區日本橋

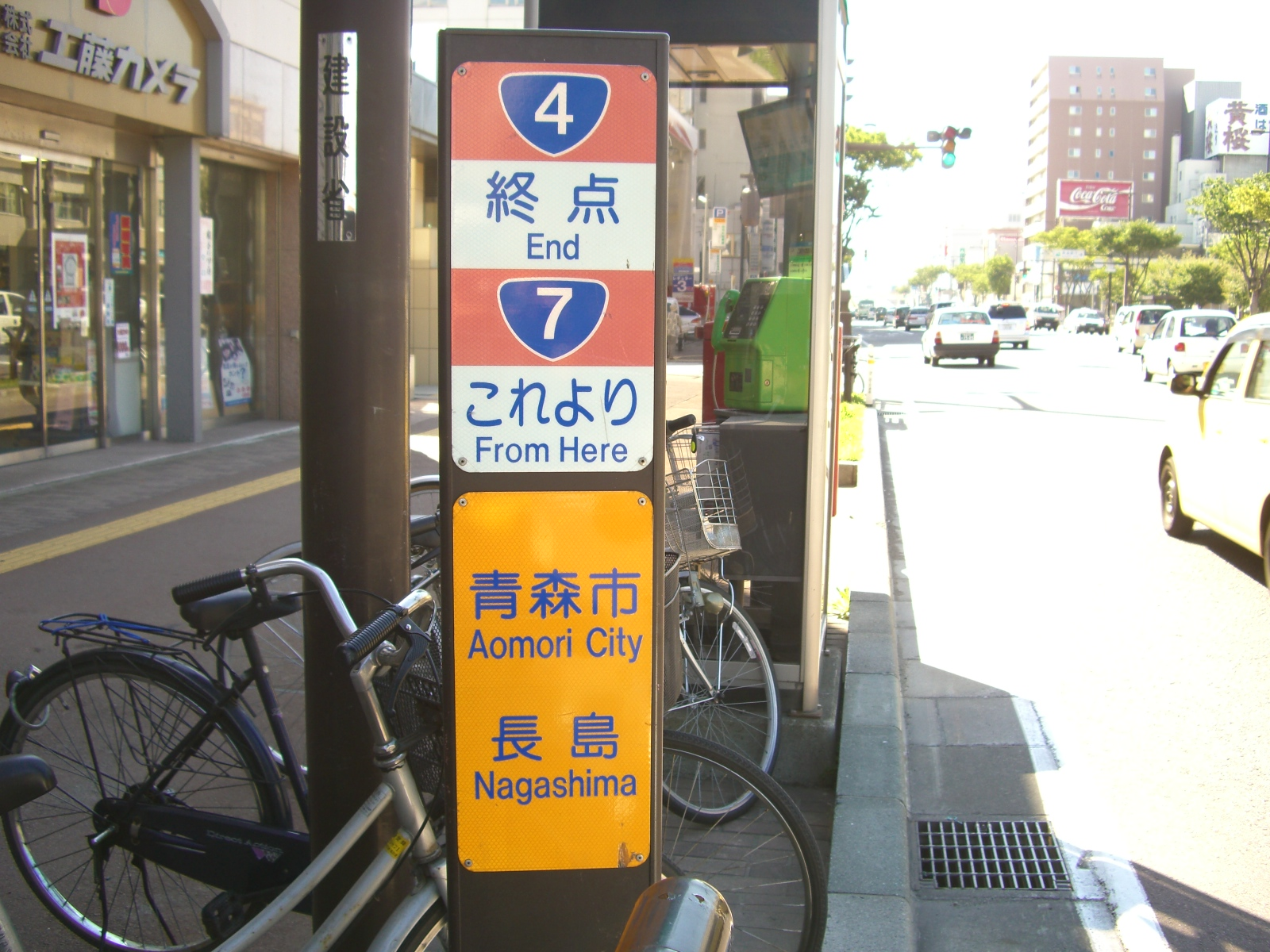
國道4號終點標：青森市長島 青森縣廳前交差點

國道4號以日本國道路元標所在的東京都中央區日本橋為起點，經埼玉縣與北關東、東北地方的栃木縣、福島縣、宮城縣、岩手縣各縣廳所在地，結束於本州最北縣青森縣縣廳青森市長島2丁目青森公園前，長約839 km。主要通過地有埼玉縣草加市、春日部市、幸手市、茨城縣古河市、栃木縣小山市、宇都宮市、櫻市、矢板市、那須鹽原市、福島縣白河市、須賀川市、郡山市、二本松市、福島市、宮城縣白石市、岩沼市、仙台市、大崎市、栗原市、岩手縣一關市、奧州市水澤、北上市、花卷市、盛岡市、二戶市、青森縣十和田市、上北郡野邊地町。2020年3月31日，道路總長度僅次於國道58號位居第2位，實際長度與現道區間長度則為日本國道第一。
本道路繼承了江戶時代五街道之一的日光街道與奧州街道，路線大致上與高速道路東北自動車道、鐵道東北新幹線和東北本線並行。除了埼玉縣越谷市至栃木縣宇都宮市現道東側的並行繞道新4號國道，其他區段也規劃了多條繞道。國道開通新道時，通常舊道會解除國道指定，然而國道4號的舊道仍維持國道地位。更難得可貴的是，本路線新、舊道都是國家直轄國道。

### 路線資料

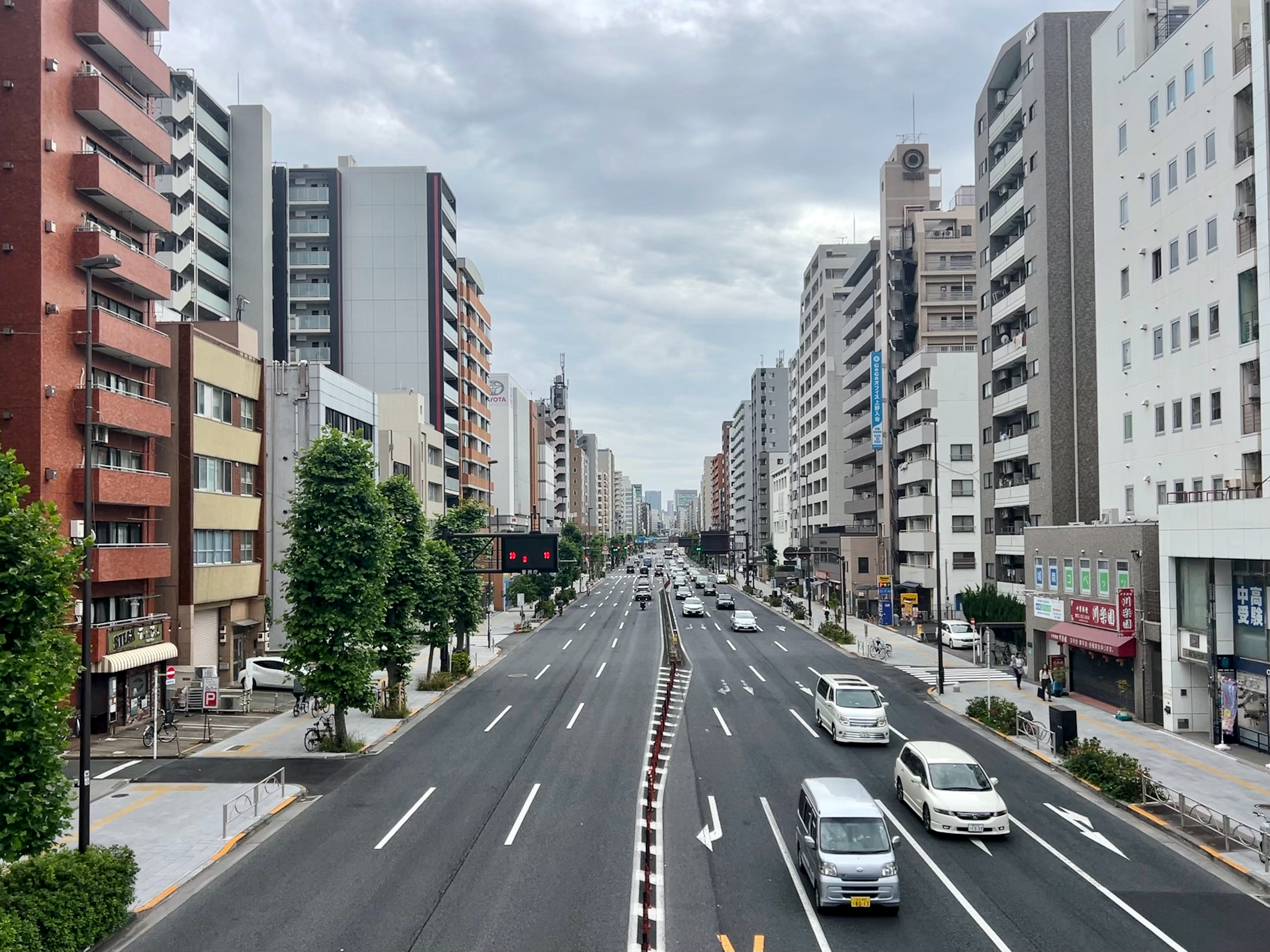
位于东京台东区下谷附近的国道4号。

- 起點：東京都中央區[PR 2]（日本橋 = 國道1號、國道6號、國道14號、國道15號、國道17號、國道20號起點）
- 終點：青森縣青森市[PR 2]（長島2丁目10番2　青森公園前 = 國道7號、國道45號終點，國道101號起點）
- 重要經過地[PR 2]：東京都千代田區、台東區、埼玉縣春日部市、茨城縣古河市、栃木縣小山市、宇都宮市、那須鹽原市、福島縣白河市、郡山市、福島市、宮城縣白石市、仙台市、大崎市、岩手縣一關市、奧州市、北上市、花卷市、盛岡市、二戶市、青森縣三戶郡三戶町、三戶郡南部町、十和田市、上北郡七戶町、上北郡野邊地町
- 距離：836.4km（青森縣 116.6 km、岩手縣 195.5 km、宮城縣 124.4 km、仙台市 22.8 km、福島縣 111.0 km、茨城縣 29.4 km、栃木縣 158.6 km、埼玉縣 65.8 km、東京都 14.5 km）[PR 1][注釋 1]
- 重複距離：無[PR 1][注釋 1]
- 實際距離：838.6 km（青森縣 116.6 km、岩手縣 195.5 km、宮城縣 124.4 km、仙台市 22.8 km、福島縣 111.0 km、茨城縣 29.4 km、栃木縣 158.6 km、埼玉縣 65.8 km、東京都 14.5 km）[PR 1][注釋 1]
  - 現道 : 742.5 km（青森縣 116.6 km、岩手縣 188.7 km、宮城縣 121.1 km、仙台市 22.8 km、福島縣 111.0 km、茨城縣 8.1 km、栃木縣 118.1 km、埼玉縣 41.5 km、東京都 14.5 km）[PR 1][注釋 1]
  - 舊道 : 無[PR 1][注釋 1]
  - 新道 : 96.1 km（青森縣 - km、岩手縣 6.8 km、宮城縣 3.3 km、仙台市 - km、福島縣 - km、茨城縣 21.3 km、栃木縣 40.5 km、埼玉縣 24.3 km、東京都 - km）[PR 1][注釋 1]
- 指定區間（日语：指定区間）：東京都中央區日本橋至青森市長島二丁目10番2（全線）[PR 3]

## 歷史
國道4號繼承自日光街道、奧州街道（江戶 - 白河）及其延長路段仙台道（白河 - 仙台）、松前道（仙台 - 函館）（日光街道除外的3街道於1873年改名陸羽街道）。
作家阿川弘之曾記述1958年（昭和33年）利用一級國道4號在東京 - 花卷間旅行時，路面鋪裝惡劣，道路泥濘。之後在昭和時代後半進行道路改良。

### 年表
- 1885年（明治18年）：內務省告示第6號「國道表」，至函館的道路指定為國道6號「東京至函館港到達路線」（當初氏家〜白河間是走國道293號、國道294號等舊陸羽街道路線）。
- 1920年（大正9年）：依舊道路法施行路線認定，為國道4號「東京都至北海道廳所在地到達路線」（現在的國道4號、國道5號）。
- 1952年（昭和27年）12月4日：依新道路法施行路線指定，舊國道4號至青森市間（東京都中央區 - 青森縣青森市）為一級國道（日语：一級国道）4號。
- 1965年（昭和40年）4月1日：道路法修正，取消一級、二級區別，成為一般國道4號。
- 2011年（平成23年）3月11日：東日本大地震，福島市伏拜發生山崩與道路崩塌，七日內道路完全中斷，之後40天僅單向通行。栗原市也有崩塌情形發生[PR 4][7][8]。

### 舊國道4號
- 東京都道、埼玉縣道49號足立越谷線（日语：東京都道・埼玉県道49号足立越谷線）（東京都足立區 - 埼玉縣越谷市） - 草加繞道（日语：草加バイパス）通車之後，降格為都道、縣道。
- 栃木縣道265號粟宮喜澤線（日语：栃木県道265号粟宮喜沢線）（栃木縣小山市） - 小山繞道（日语：小山バイパス）通車之後，降格為縣道。
- 國道119號（栃木縣宇都宮市） - 宇都宮繞道（日语：宇都宮バイパス）通車之後，不動前至池上町區間為國道119號。
- 栃木縣道10號宇都宮那須烏山線（日语：栃木県道10号宇都宮那須烏山線）（栃木縣宇都宮市） - 宇都宮繞道通車之後，池上町至御幸町區間降格為縣道。
- 栃木縣道353號蒲須坂乙畑線（日语：栃木県道353号蒲須坂乙畑線）（栃木縣櫻市 - 矢板市） - 氏家矢板繞道（日语：氏家矢板バイパス）通車之後，降格為縣道。
- 栃木縣道303號黑磯高久線（日语：栃木県道303号黒磯高久線）（栃木縣那須塩原市 - 那須郡那須町） - 黑磯繞道（日语：黒磯バイパス）通車之後，降格為縣道。
- 福島縣道17號郡山停車場線（日语：福島県道17号郡山停車場線）（福島縣須賀川市 - 郡山市） - 安積野繞道通車之後，十貫內交差點至郡山站入口交差點區間於2016年4月1日降格為縣道[PR 5]。
- 福島縣道57號郡山大越線（日语：福島県道57号郡山大越線）（福島縣郡山市） - 安積野繞道通車之後，郡山站口交差點至若葉町交差點區間於2016年4月1日降格為縣道[PR 5]。
- 福島縣道296號荒井郡山線（日语：福島県道296号荒井郡山線）（福島縣郡山市） - 安積野繞道通車之後，若葉町交差點至三春街道入口交差點區間於2016年4月1日降格為縣道[PR 5]。
- 國道288號 (日本)（福島縣郡山市） - 安積野繞道通車之後，三春街道入口交差點至日和田町區間於2016年4月1日變更路線[PR 5]。
- 福島縣道114號福島安達線（日语：福島県道114号福島安達線）、福島市道南町淺川線（福島縣二本松市油井 - 福島市南町） - 福島南繞道（日语：福島南バイパス）通車之後，降格為縣道、市道。
- 福島縣道148號水原福島線（日语：福島県道148号水原福島線）（福島縣福島市） - 福島南繞道（日语：福島南バイパス）通車之後改為國道115號（日语：国道115号），國道115號福島西繞道（日语：福島西バイパス）通車後降格為縣道、市道。
- 國道13號平和通（日语：平和通り (福島市)）（福島縣福島市） - 福島南繞道全線開通通車之後改為國道13號。
- 宮城縣道110號大河原高倉線（日语：宮城県道110号大河原高倉線）、宮城縣道216號大河原停車場線（日语：宮城県道216号大河原停車場線）（宮城縣柴田郡大河原町） - 大河原繞道通車之後，降格為縣道。
- 宮城縣道50號白石柴田線（日语：宮城県道50号白石柴田線）（宮城縣白石市 - 柴田郡柴田町）- 白石繞道（日语：白石バイパス）、大河原繞道（日语：大河原バイパス）、柴田繞道（日语：柴田バイパス）通車後降格為縣道。
- 宮城縣道117號槻木停車場線（日语：宮城県道117号槻木停車場線）（宮城縣柴田郡柴田町） - 柴田繞道通車之後，降格為縣道。
- 宮城縣道124號岩沼停車場線（日语：宮城県道124号岩沼停車場線）（宮城縣岩沼市） - 岩沼繞道（日语：岩沼バイパス）通車之後，降格為縣道。
- 宮城縣道273號仙台名取線（日语：宮城県道273号仙台名取線）（宮城縣名取市 - 仙台市太白區） - 名取市仙台繞道（日语：仙台バイパス）分岐點至青葉區國道45號、國道48號交點（勾當台公園前）是不屬國道4號的盲腸線。2015年4月1日起，名取市仙台繞道分岐點至仙台市太白區八本松一丁目交差點降格為縣道。目前八本松一丁目至勾當台公園前的部分仍為國道4號，是國道4號的飛地[9]。
- 仙台市道太白2309號、若林1157號（宮城縣仙台市太白區 - 若林區） - 明日都長町（日语：長町副都心）開發之後，長町副都心（日语：長町副都心）至愛宕大橋（日语：愛宕大橋）北詰間區間由國道降格為市道，明日都長町大通線與廣瀨河畔通（日语：広瀬河畔通り）昇格為國道4號[10]。
- 宮城縣道22號仙台泉線（日语：宮城県道22号仙台泉線）（宮城縣仙台市青葉區 - 泉區） - 仙台繞道通車之後，與國道48號現道交點青葉區二日町以北的區間降格為縣道。勾當台公園前至二日町移為國道48號現道的單獨區間。
- 宮城縣道152號涌谷三本木線（宮城縣大崎市） - 三本木繞道（日语：三本木バイパス）通車之後，降格為縣道。舊道西半部劃為大崎市道與宮城縣道157號小野田三本木線。
- 宮城縣道1號古川佐沼線（宮城縣大崎市） - 古川繞道（日语：古川バイパス (宮城県)）、高清水繞道（日语：高清水バイパス）通車之後，降格為縣道。大崎市內舊道南半段改為大崎市道與宮城縣道32號古川松山線（日语：宮城県道32号古川松山線），栗原市內舊道北半部改為栗原市道。
- 宮城縣道203號有壁停車場線（日语：宮城県道203号有壁停車場線）（宮城縣栗原市） - 有壁繞道（日语：有壁バイパス）通車之後，降格為縣道。舊道南半段改為栗原市道。
- 岩手縣道260號一關平泉線（日语：岩手県道260号一関平泉線）（岩手縣一關市及西磐井郡平泉町） - 一關繞道（日语：一関バイパス）開通後降格為縣道。
- 岩手縣道300號三日町瀨原線（日语：岩手県道300号三日町瀬原線）（岩手縣西磐井郡平泉町） - 平泉繞道（日语：平泉バイパス）通車之後，降格為縣道。平泉町平泉字瀨原T字路～平泉BP北口十字路改為「岩手縣道37號花卷平泉線（日语：岩手県道37号花巻平泉線）（宮城縣道、岩手縣道49號栗駒平泉線（日语：宮城県道・岩手県道49号栗駒平泉線）重複）」。
- 岩手縣道243號新城馬口澤線（日语：岩手県道243号新城馬口沢線）（岩手縣奧州市） - 前澤繞道（日语：前沢バイパス）通車之後，降格為縣道。
- 岩手縣道226號佐倉河真城線（日语：岩手県道226号佐倉河真城線）（岩手縣奧州市） - 水澤繞道（日语：水沢バイパス）通車之後，降格為縣道。
- 岩手縣道270號西根佐倉河線（日语：岩手県道270号西根佐倉河線）（岩手縣奧州市及膽澤郡金崎町） - 金崎繞道（日语：金ヶ崎バイパス）開通後降格為縣道。
- 岩手縣道254號相去飯豐線（日语：岩手県道254号相去飯豊線）（岩手縣北上市） - 北上繞道（日语：北上バイパス）通車之後，降格為縣道。
- 岩手縣道298號山之神西宮野目線（日语：岩手県道298号山の神西宮野目線）（岩手縣花卷市） - 花卷東繞道（日语：花巻東バイパス）開通之後，降格為縣道。花卷市西宮野目字石持T字路～花卷東BP北口十字路改為「岩手縣道286號東和花卷溫泉線（日语：岩手県道286号東和花巻温泉線）」。
- 岩手縣道265號中寺林犬淵線（日语：岩手県道265号中寺林犬淵線）（岩手縣花卷市及紫波郡紫波町） - 石鳥谷繞道（日语：石鳥谷バイパス）開通後降格為縣道。
- 岩手縣道25號紫波江繋線（日语：岩手県道25号紫波江繋線）（岩手縣紫波郡紫波町） - 日詰繞道（日语：日詰バイパス）開通後降格為縣道。舊道南北兩端改為紫波町道。
- 岩手縣道220號氏子橋夕顏瀨線（日语：岩手県道220号氏子橋夕顔瀬線）（岩手縣盛岡市） -  盛岡繞道（日语：盛岡繞道）通車之後，降格為縣道。
- 國道282號（日语：国道282号）（岩手縣瀧澤市、岩手縣道16號盛岡環狀線重複） - 分レ繞道（日语：分レバイパス）通車之後，「分かれ南十字路」與「分かれ十字路」之間改為國道282號（同時岩手縣道16號盛岡環狀線也變更路線，部分與國道282號重複，舊道降格為瀧澤市道）。
- 岩手縣道157號岩手川口停車場線（日语：岩手県道157号岩手川口停車場線）（岩手縣岩手郡岩手町） - 岩手川口繞道（日语：岩手川口バイパス）通車之後，降格為縣道。舊道北半段改為岩手縣道158號藪川川口線（日语：岩手県道158号藪川川口線）及岩手町道。
- 岩手縣道17號岩手平館線（日语：岩手県道17号岩手平舘線）（岩手縣岩手郡岩手町） - 沼宮內繞道（日语：沼宮内バイパス）通車之後曾一度為國道281號（日语：国道281号）。之後國道281號「城山隧道」開通後，降格為縣道。
- 岩手縣道101號小鳥谷停車場線（日语：岩手県道101号小鳥谷停車場線）（岩手縣二戶郡一戶町） - 小鳥谷繞道（日语：小鳥谷バイパス）通車之後，降格為縣道。舊道北半段為一戶町道。
- 岩手縣道274號二戶一戶線（日语：岩手県道274号二戸一戸線）（岩手縣二戶市及二戶郡一戶町） - 一戶繞道（日语：一戸バイパス）及二戶繞道（日语：二戸バイパス）通車之後，降格為縣道。
- 青森縣道258號三戶南部線（日语：青森県道258号三戸南部線）（青森縣三戶郡三戶町及南部町） - 三戶繞道（日语：三戸バイパス）通車之後，降格為縣道。
- 青森縣道243號馬門野邊地線（日语：青森県道243号馬門野辺地線）（青森縣上北郡野邊地町） - 野邊地繞道（日语：野辺地バイパス）通車之後，降格為縣道。舊道東半段為國道279號 (日本)。
- 青森縣道259號久栗坂造道線（日语：青森県道259号久栗坂造道線）（青森縣青森市） - 青森東繞道通車之後，降格為縣道。

### 舊陸羽街道（舊奧州街道）
- 栃木縣道125號氏家宇都宮線（日语：栃木県道125号氏家宇都宮線）（栃木縣櫻市 - 宇都宮市）
- 國道461號（日语：国道461号）（栃木縣矢板市 - 那須烏山市）
- 栃木縣道、福島縣道76號伊王野白河線（日语：栃木県道・福島県道76号伊王野白河線）（栃木縣那須烏山市 - 福島縣白河市） - 經過舊白河關（日语：白河の関）遺跡。
- 福島縣道355號須賀川二本松線（日语：福島県道355号須賀川二本松線）（福島縣須賀川市 - 二本松市） - 郡山市內部分路段為單行道。
- 福島縣道353號國見福島線（日语：福島県道353号国見福島線）（福島縣伊達郡桑折町 - 福島市）
- 岩手縣道110號平泉停車場中尊寺線（日语：岩手県道110号平泉停車場中尊寺線）（岩手縣西磐井郡平泉町）
- 岩手縣道16號盛岡環狀線（日语：岩手県道16号盛岡環状線） - 盛岡市仙北地區（與岩手縣道120號不動盛岡線（日语：岩手県道120号不動盛岡線）重複的盛岡BP南口十字路～明治橋南十字路間）及瀧澤市巢子地區（與國道282號重複的分かれ南十字路～分かれ十字路間）為舊國道4號。盛岡市玉山區（日语：玉山区）川又地區（岩姬橋東T字路～松園北口T字路間）為舊陸羽街道。
- 盛岡市道上田深澤線（日语：盛岡市道上田深沢線）[注釋 2]、盛岡市道黑石野門前寺線（日语：盛岡市道黒石野門前寺線）（岩手縣盛岡市） - 行經「上田」、「小野松」、「笹平」一里塚遺跡。
- 岩手縣道169號澀民川又線（日语：岩手県道169号渋民川又線）（岩手縣盛岡市） - 盛岡市玉山區門前寺、澀民地區為舊陸羽街道。
- 青森縣道233號淺水南部線（日语：青森県道233号浅水南部線）（青森縣三戶郡五戶町 - 南部町）

## 路線狀況
國道4號的都內區間在都內發生震度6弱以上的地震時，將作為緊急自動車的專用道路與緊急交通路。

### 別名
- 奧州街道
- 陸羽街道
- 日光街道（栃木縣宇都宮市以南。都內區間為台東區大關橫丁交差點至足立區西保木間（日语：保木間）交差點[PR 7][PR 8]）
- 中央通（東京都中央區日本橋 - 室町3丁目交差點）[PR 7][PR 8]
- 江戶通（東京都中央區室町3丁目交差點 - 本町3丁目交差點）[PR 7][PR 8]
- 昭和通（東京都區本町3丁目交差點 - 台東區大關橫丁交差點）[PR 7][PR 8]
- 東京街道（日语：東京街道 (宇都宮市)）（栃木縣宇都宮市西原交差點以南）

### 繞道

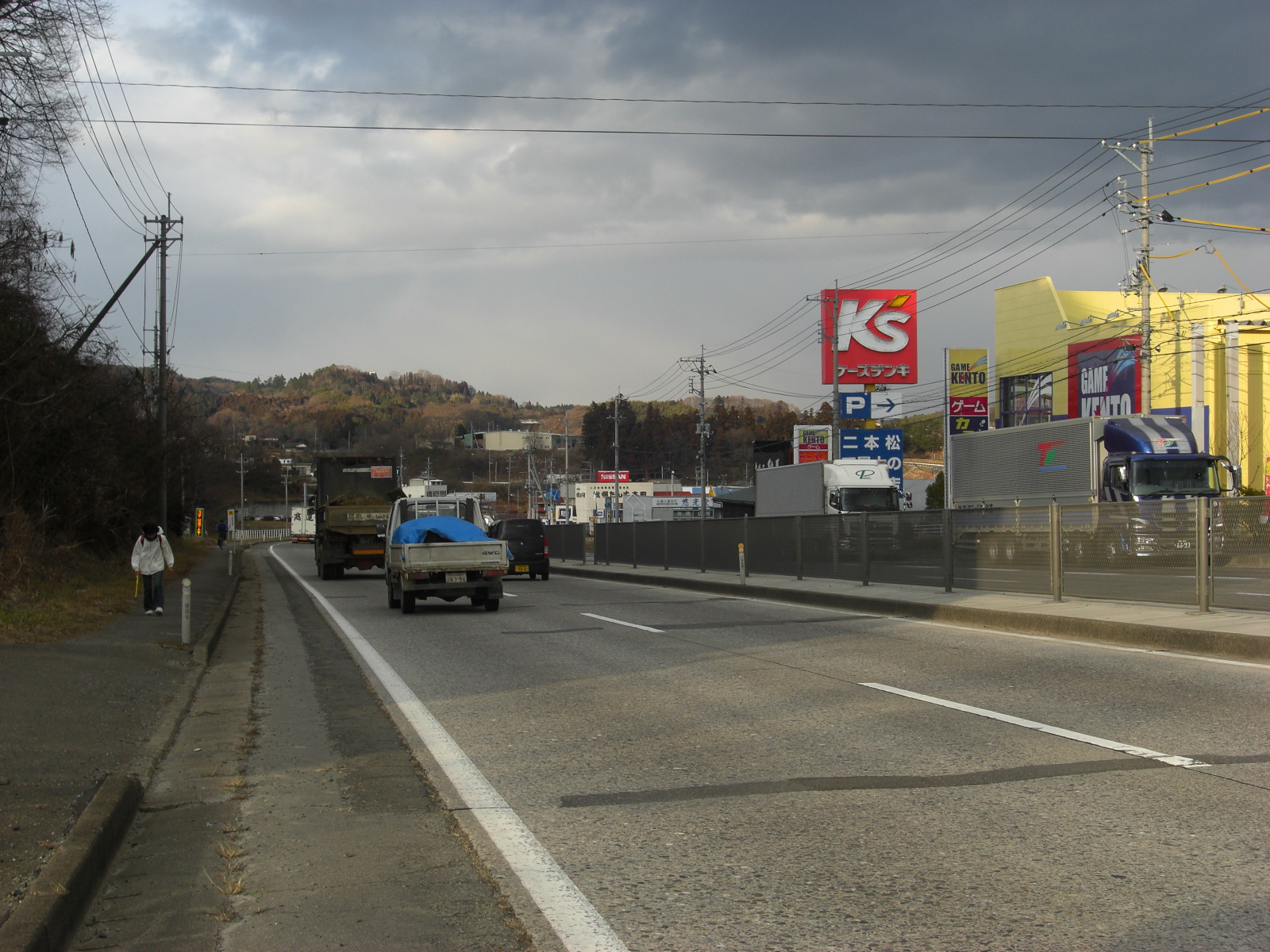
福島縣二本松市繞道區間

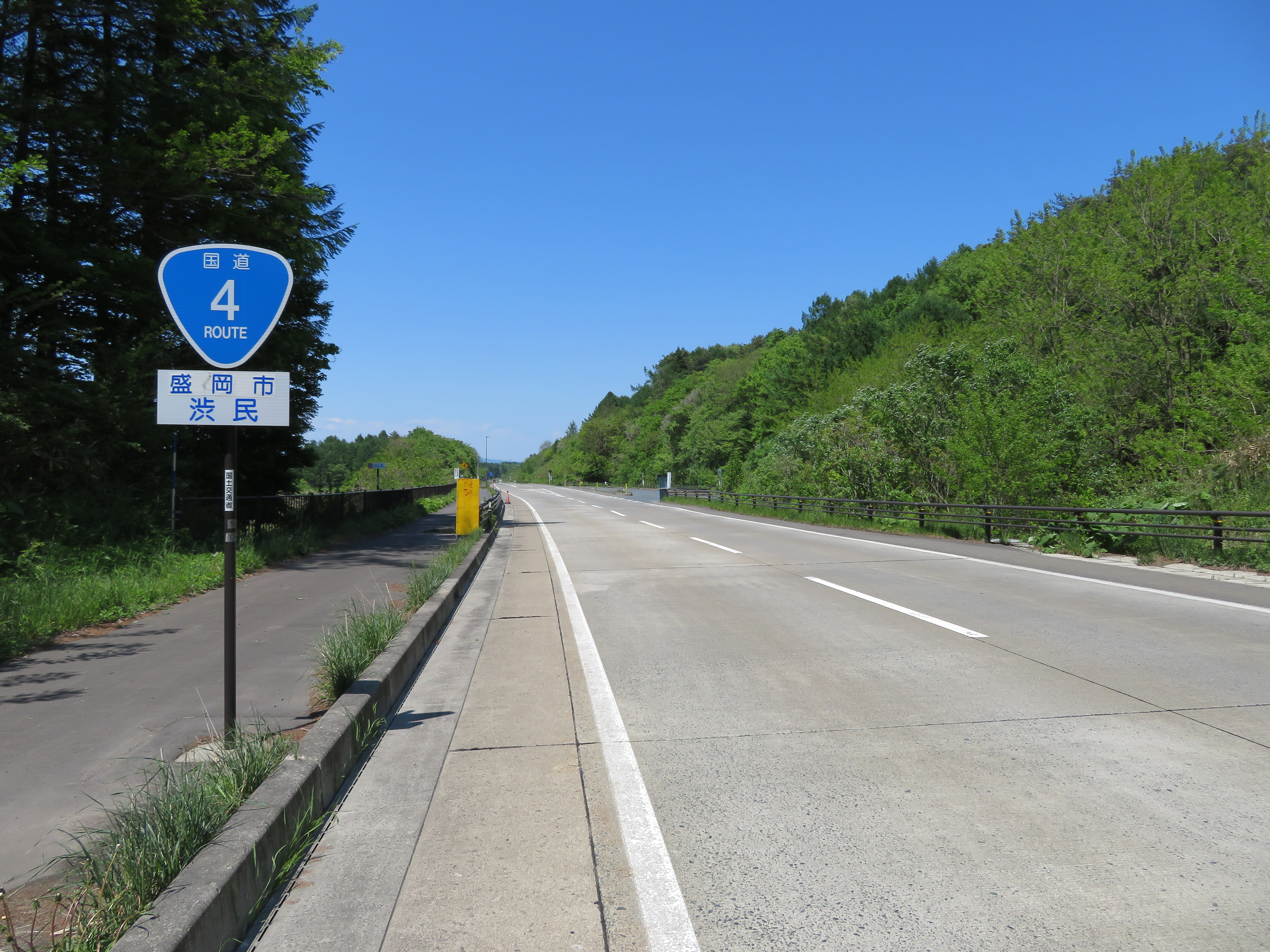
澀民繞道
岩手縣盛岡市澀民

繞道成為現道（本線）的路線為「細體」。舊道仍為現道（本線）的繞道為「粗體」。
- 草加繞道（日语：草加バイパス）（東京都、埼玉縣）
- 東埼玉道路（日语：東埼玉道路）（埼玉縣）
- 新4號國道（日语：新4号国道）（埼玉縣、茨城縣、栃木縣）
  - 越谷春日部繞道（日语：新4号国道）（埼玉縣）
  - 春日部古河繞道（日语：新4号国道）（埼玉縣、茨城縣）
  - 古河小山繞道（日语：新4号国道）（茨城縣、栃木縣）
  - 小山石橋繞道（日语：新4号国道）（栃木縣）
  - 石橋宇都宮繞道（日语：新4号国道）（栃木縣）
- 春日部繞道（埼玉縣）
- 杉戶繞道（日语：杉戸バイパス）（埼玉縣）
- 幸手繞道（日语：幸手バイパス）（埼玉縣）
- 古河繞道（日语：古河バイパス）（茨城縣、栃木縣）
- 小山繞道（日语：小山バイパス）（栃木縣）
- 宇都宮繞道（日语：宇都宮バイパス）（栃木縣）
- 氏家矢板繞道（日语：氏家矢板バイパス）（栃木縣）
- 矢板大田原繞道（日语：矢板大田原バイパス）（栃木縣）
- 西那須野繞道（日语：西那須野バイパス）（栃木縣）
- 西那須野道路（日语：西那須野道路）（栃木縣）
- 黑磯繞道（日语：黒磯バイパス）（栃木縣）

- 須賀川繞道（日语：須賀川バイパス）（福島縣）
- 安積野繞道（日语：郡山西環状道路）（福島縣）
- 本宮擴幅（日语：本宮拡幅）（福島縣）
- 二本松繞道（日语：二本松バイパス）（福島縣）
- 福島南繞道（日语：福島南バイパス）（福島縣）
- 北町繞道（日语：北町バイパス）（福島縣）
- 白石繞道（日语：白石バイパス）（宮城縣）
- 金瀨擴幅（宮城縣）
- 大河原繞道（日语：大河原バイパス）（宮城縣）
- 柴田繞道（日语：柴田バイパス）（宮城縣）
- 岩沼繞道（日语：岩沼バイパス）（宮城縣）
- 仙台繞道（日语：仙台バイパス）（宮城縣）[注釋 3]
- 富谷繞道（日语：富谷バイパス）（宮城縣）
- 三本木繞道（日语：三本木バイパス）（宮城縣）
- 古川繞道（日语：古川バイパス (宮城県)）（宮城縣）
- 高清水繞道（日语：高清水バイパス）（宮城縣）
- 築館繞道（日语：築館バイパス）（宮城縣）
- 金成繞道（日语：金成バイパス）（宮城縣）
- 有壁繞道（日语：有壁バイパス）（宮城縣）

- 一關繞道（日语：一関バイパス）（岩手縣）
- 平泉繞道（日语：平泉バイパス）（岩手縣）
- 前澤繞道（日语：前沢バイパス）（岩手縣）
- 水澤繞道（日语：水沢バイパス）（岩手縣）
- 水澤東繞道（日语：水沢東バイパス）（岩手縣）
- 金崎繞道（日语：金ヶ崎バイパス）（岩手縣）
- 北上繞道（日语：北上バイパス）（岩手縣）
- 北上花卷道路（日语：北上花巻道路）（岩手縣）
- 花卷東繞道（日语：花巻東バイパス）（岩手縣）
- 石鳥谷繞道（日语：石鳥谷バイパス）（岩手縣）
- 日詰繞道（日语：日詰バイパス）（岩手縣）
- 盛岡南道路（日语：盛岡南道路）（岩手縣）
- 盛岡繞道（日语：盛岡バイパス）（岩手縣）
- 分レ繞道（日语：分レバイパス）（岩手縣）
- 澀民繞道（日语：渋民バイパス）（岩手縣）
- 岩手川口繞道（日语：岩手川口バイパス）（岩手縣）
- 沼宮內繞道（日语：沼宮内バイパス）（岩手縣）
- 小鳥谷繞道（日语：小鳥谷バイパス）（岩手縣）
- 一戶繞道（日语：一戸バイパス）（岩手縣）

- 二戶繞道（日语：二戸バイパス）（岩手縣）
- 金田一繞道（日语：金田一バイパス）（岩手縣）
- 青岩繞道（日语：青岩バイパス）（岩手縣、青森縣）
- 三戶繞道（日语：三戸バイパス）（青森縣）
- 五戶繞道（青森縣）
- 十和田繞道（日语：十和田バイパス）（青森縣）
- 七戶繞道（日语：七戸バイパス）（青森縣）
- 野邊地繞道（青森縣）
- 土屋繞道（日语：土屋バイパス）（青森縣）※
- 淺蟲繞道（青森縣）
- 青森東繞道（青森縣）

### 共線區間
- 東京都
  - 國道17號（中央區日本橋（起點） - 中央區日本橋室町 室町三丁目交岔點）
  - 國道6號、國道14號（中央區日本橋（起點） - 中央區日本橋本町 本町三丁目交岔點）
- 埼玉縣
  - 國道125號（久喜市 栗橋交岔點 - 古河市 三杉町交岔點）
- 栃木縣
  - 國道293號（日语：国道293号）（櫻市氏家 川岸交岔點 - 櫻市馬場 馬場南交岔點）
  - 國道461號（日语：国道461号）（矢板市 中交岔點 - 大田原市薄葉）
- 福島縣
  - 國道294號（日语：国道294号）（白河市薄葉 薄葉交岔點 - 白河市女石 女石交岔點）
  - 國道459號（日语：国道459号）（二本松市羽石 羽石交流道 - 二本松市冠木 冠木迷你交流道）
  - 國道115號（日语：国道115号）（福島市鳥谷野 鳥谷野交岔點 - 福島市五十邊 岩谷下交岔點）
- 宮城縣
  - 國道6號（岩沼市 藤浪交岔點  - 仙台市宮城野區苦竹交流道（日语：苦竹インターチェンジ））
  - 國道47號（日语：国道47号）（仙台市宮城野區苦竹交流道 - 大崎市 上古川交岔點）
- 岩手縣
  - 國道342號（日语：国道342号）（一關市山目十二神 十二神交岔點 - 一關市山目大槻）
  - 國道282號（日语：国道282号）（盛岡市 NHK前交岔點 - 瀧澤市 分レ南交岔點）
  - 國道281號（日语：国道281号）（盛岡市 NHK前交岔點 - 岩手郡岩手町 沼宮內北口交岔點）
- 青森縣
  - 國道104號（日语：国道104号）（三戶郡三戶町川守田 - 三戶郡南部町 劍吉交岔點）
  - 國道454號 (日本)（三戶郡五戶町扇田 - 三戶郡五戶町中澤）
  - 國道45號（日语：国道45号）（十和田市三本木 - 青森市青森公園前（終點））
  - 國道394號（日语：国道394号）（上北郡七戶町影津內 - 上北郡七戶町上町野）

#### 隧道
雖是日本最長的國道，但全部只有四座隧道。國道4號通過各縣縣廳所在地等都市地區，平地多，山地少。距離起點日本橋最近的國道4號隧道是約590公里遠的岩手縣一戶町小繋隧道。
- 小繋隧道（日语：小繋トンネル）（岩手縣二戶郡一戶町）

- 笹目子隧道（岩手縣二戶郡一戶町）
- 善知鳥隧道（日语：うとうトンネル）（青森縣青森市）
- 久栗坂隧道（日语：久栗坂トンネル）（青森縣青森市）

#### 橋梁
- 日本橋（東京都）
- 千住大橋（日语：千住大橋）
- 千住新橋（日语：千住新橋）
- 利根川橋（日语：利根川橋 (国道4号)）
- 鬼怒川橋
- 新晩翠橋
- 栃福橋
- 白河橋（日语：白河橋）
- 日本橋（福島縣）
- 二本松高架橋（日语：二本松高架橋）
- 油井高架橋（日语：油井高架橋）
- 辯天橋（日语：弁天橋 (福島市)）
- 大佛橋（日语：大仏橋）
- 松川橋（日语：松川橋 (福島市)）
- 瀨上橋
- 藏王大橋
- 名取大橋
- 千代大橋（日语：千代大橋）
- 泉大橋
- 三本木大橋
- 新江合橋
- 茨島跨線橋（日语：茨島跨線橋）

#### 道之驛
- 埼玉縣
  - 庄和（日语：道の駅庄和）（春日部市）
- 茨城縣
  - 五霞（日语：道の駅ごか）（猿島郡五霞町）
  - 枕香之里古河（日语：道の駅まくらがの里こが）（古河市）
- 栃木縣
  - 下野（日语：道の駅しもつけ）（下野市）
- 福島縣
  - 安達（日语：道の駅安達）（二本松市）
  - 國見阿津賀志之鄉（日语：道の駅国見 あつかしの郷）（伊達郡國見町）
- 宮城縣
  - 三本木（日语：道の駅三本木）（大崎市）
- 岩手縣
  - 平泉（日语：道の駅平泉）（西磐井郡平泉町）
  - 石鳥谷（日语：道の駅石鳥谷）（花卷市）
  - 石神之丘（日语：道の駅石神の丘）（岩手郡岩手町）
- 青森縣
  - 三戶（日语：道の駅さんのへ）（三戶郡三戶町）
  - 十和田（日语：道の駅とわだ）（十和田市）
  - 七戶（日语：道の駅しちのへ）（上北郡七戶町）
  - 淺蟲溫泉（日语：道の駅浅虫温泉）（青森市）

## 地理

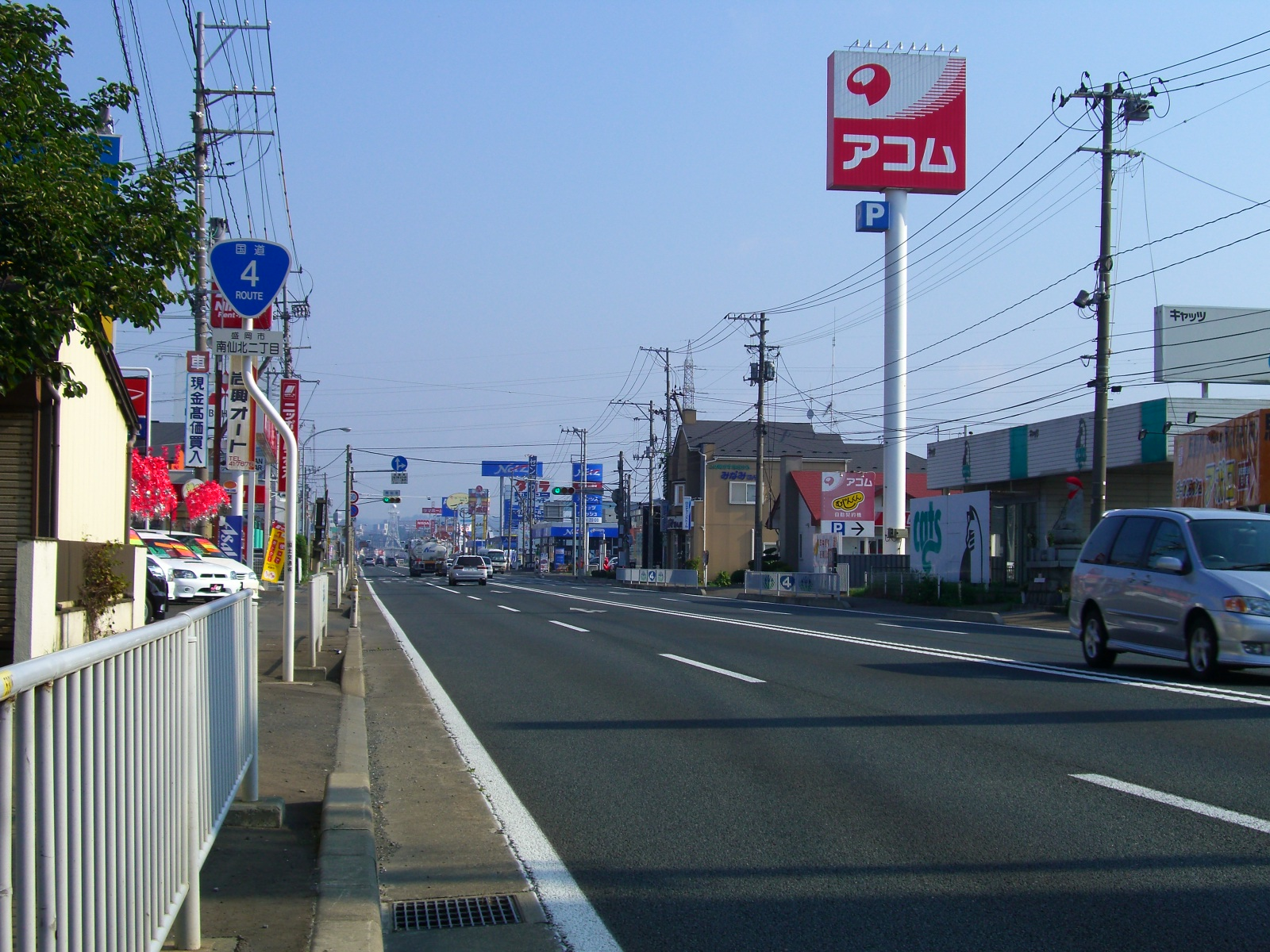
盛岡市南仙北二丁目
（2007年1月）

國道4號與國道1號並列為日本通過最多都道府縣的國道，包含了東京都、埼玉縣、茨城縣、栃木縣、福島縣、宮城縣、岩手縣、青森縣等8都縣。新4號國道從茨城縣進入栃木縣後，會再回到茨城縣結城市再進入栃木縣，因此縣界跨越次數超越國道1號。
國道4號至瀧澤市為止與東北自動車道並行。並行鐵道路線則有東北新幹線、東北本線、IGR岩手銀河鐵道線、青森鐵道線（此外，東京都內日本橋站至三越前站有東京地下鐵銀座線，秋葉原站至北千住站有東京地下鐵日比谷線，東京都足立區至埼玉縣久喜市有東武伊勢崎線與東武日光線，青森縣上北郡七戶町至野邊地町有舊南部縱貫鐵道線廢線跡。

### 通過市町村
- 東京都
  - 中央區 - 千代田區 - 台東區 - 荒川區 - 足立區
- 埼玉縣
  - 草加市 - 越谷市 - 春日部市 - 北葛飾郡杉戶町 - 幸手市 - 久喜市
- 茨城縣
  - 古河市
- 栃木縣
  - 下都賀郡野木町 - 小山市 - 下野市 - 河內郡上三川町 - 下野市 - 宇都宮市 - 鹽谷郡高根澤町 - 櫻市 - 矢板市 - 大田原市 - 那須鹽原市 - 那須郡那須町
- 福島縣
  - 西白河郡西鄉村 - 白河市 - 西白河郡泉崎村 - 西白河郡矢吹町 - 岩瀨郡鏡石町 - 須賀川市 - 郡山市 - 本宮市 - 安達郡大玉村 - 二本松市 - 福島市 - 伊達市 - 伊達郡桑折町 - 伊達郡國見町
- 宮城縣
  - 白石市 - 刈田郡藏王町 - 柴田郡大河原町 - 柴田郡村田町 - 柴田郡柴田町 - 岩沼市 - 名取市 - 仙台市（太白區 - 若林區 - 宮城野區 - 泉區） - 富谷市 - 黑川郡大和町 - 黑川郡大衡村 - 大崎市 - 栗原市
- 岩手縣
  - 一關市 - 西磐井郡平泉町 - 奧州市 - 胆澤郡金崎町 - 北上市 - 花卷市 - 紫波郡紫波町 - 紫波郡矢巾町 - 盛岡市 - 瀧澤市 - 盛岡市 - 岩手郡岩手町 - 二戶郡一戶町 - 二戶市
- 青森縣
  - 三戶郡三戶町 - 三戶郡南部町 - 三戶郡五戶町 - 十和田市 - 上北郡六戶町 - 十和田市 - 上北郡七戶町 - 上北郡東北町 - 上北郡野邊地町 - 東津輕郡平內町 - 青森市

※不含越谷市 - 宇都宮市間的新4號國道與埼玉縣東埼玉道路，以及仙台市太白區 - 青葉區間的非仙台繞道之國道4號（舊道）。

### 主要峠
- 國見峠（日语：国見峠 (宮城県・福島県)）（標高185m） - 宮城縣、福島縣縣界
- 十三本木峠（日语：十三本木峠）（標高459m）：岩手縣二戶郡一戶町（最高點）

## 圖片

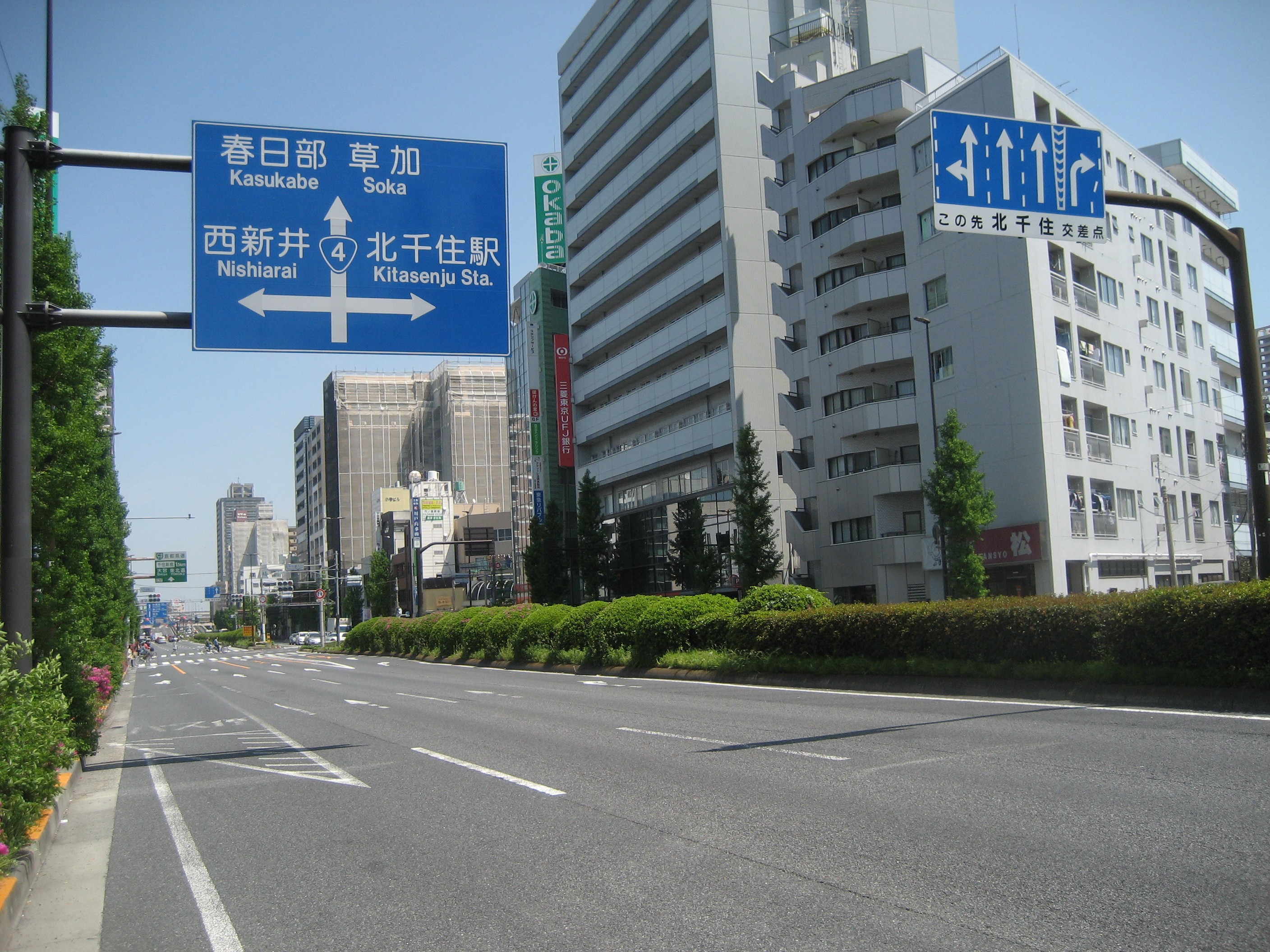
東京都足立區千住中居町
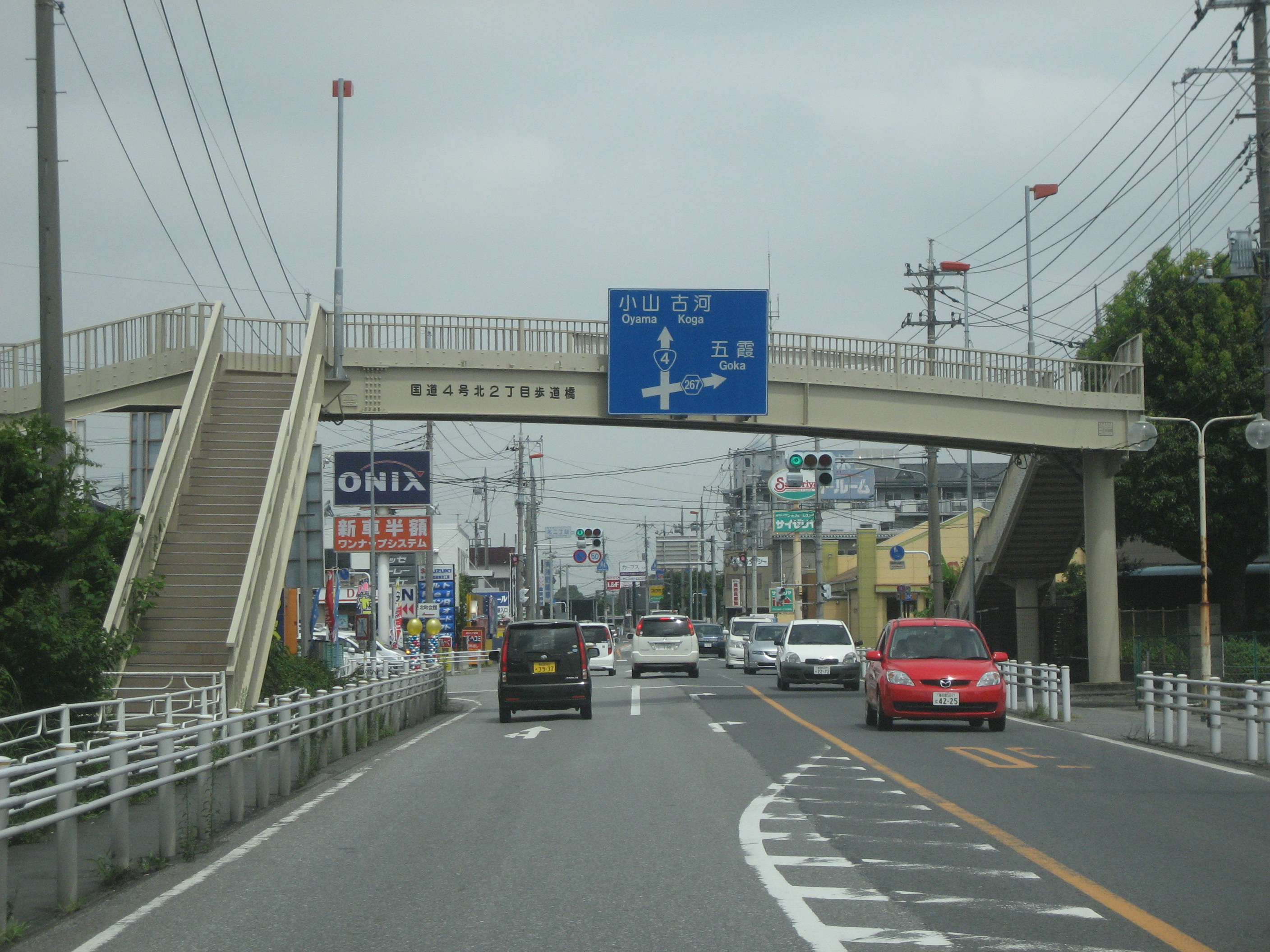
埼玉縣幸手市內
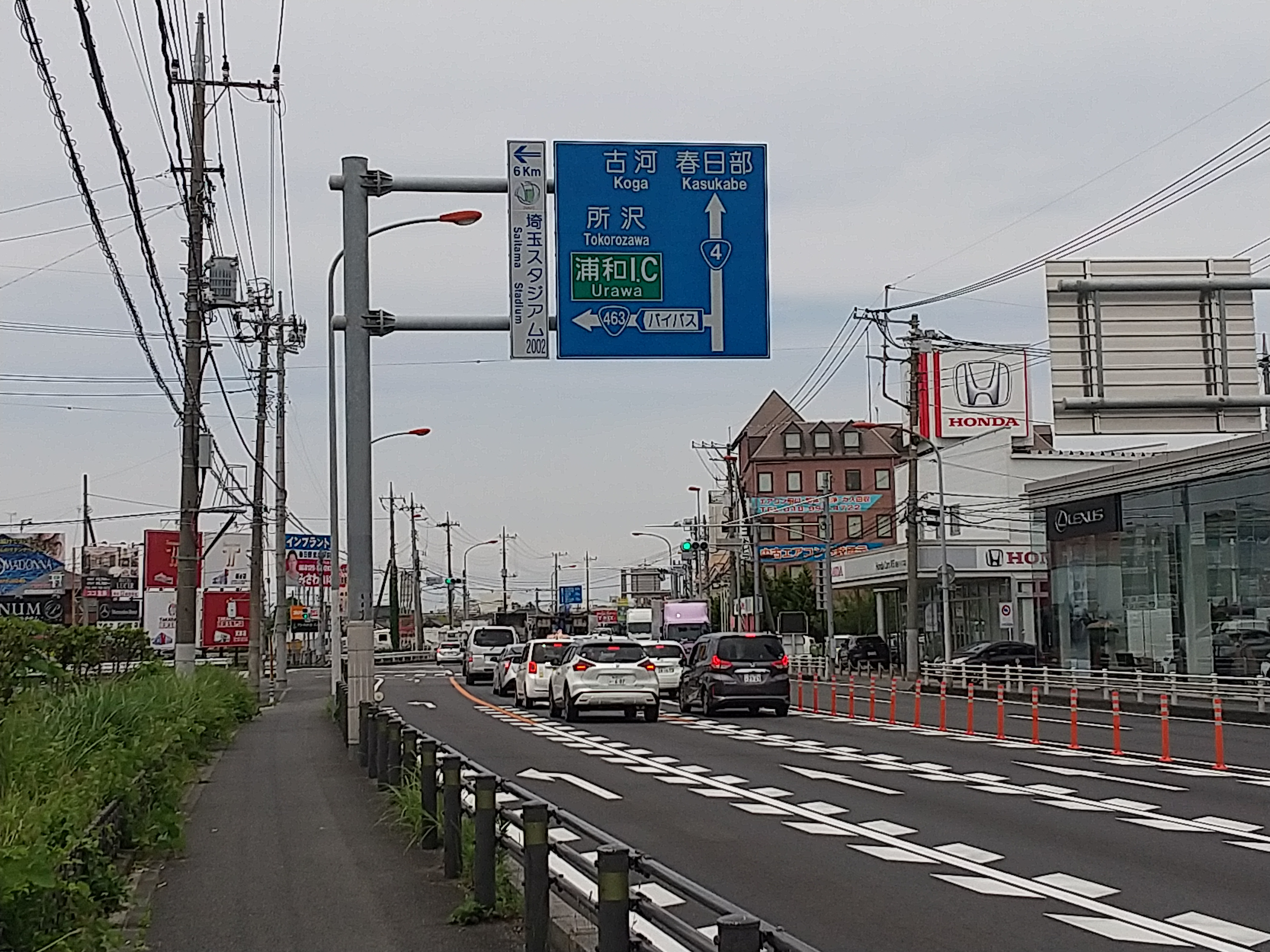
國道463號分岐點 埼玉縣越谷市神明町
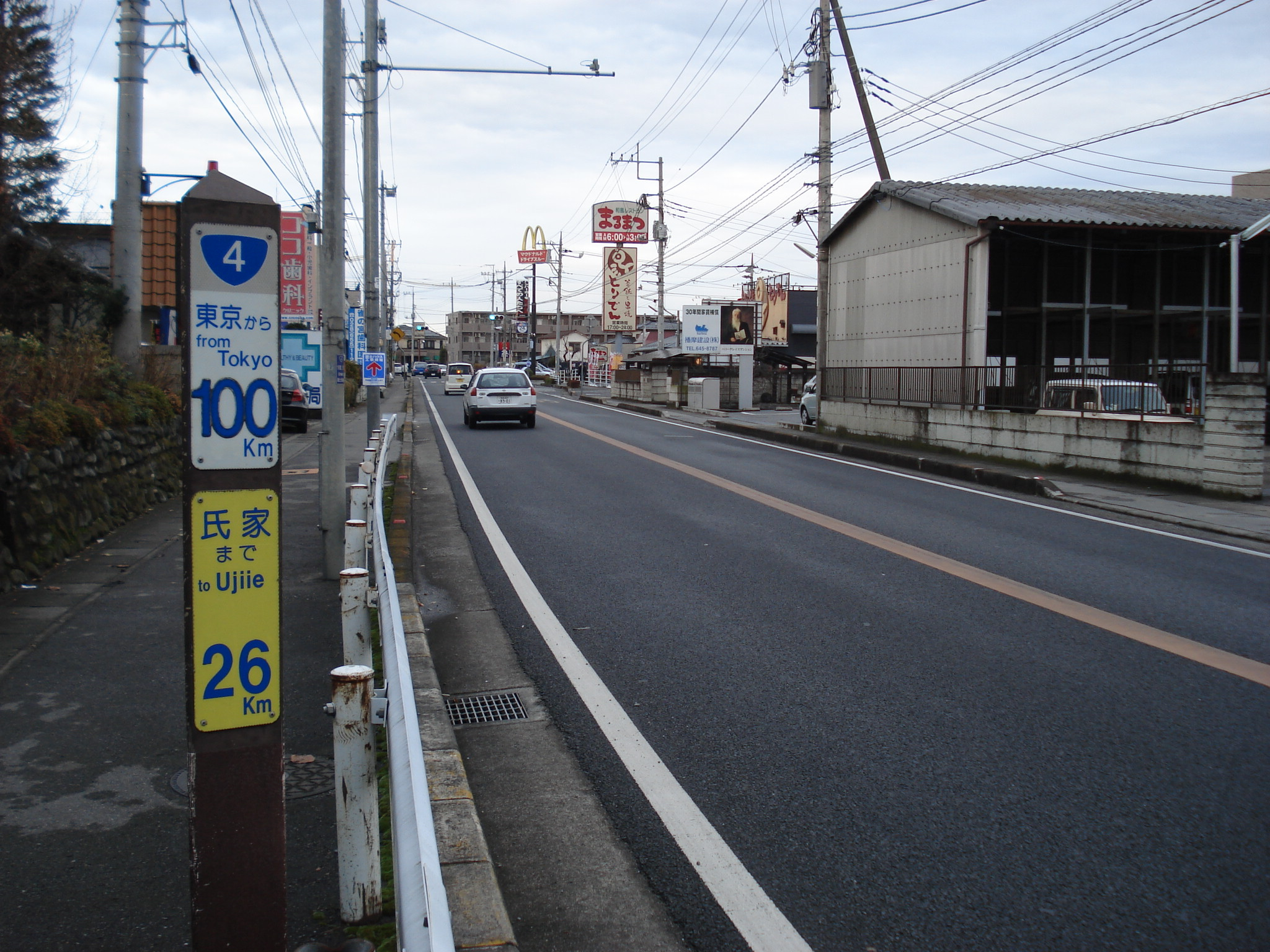
起點100km地點 （栃木縣宇都宮市雀之宮）
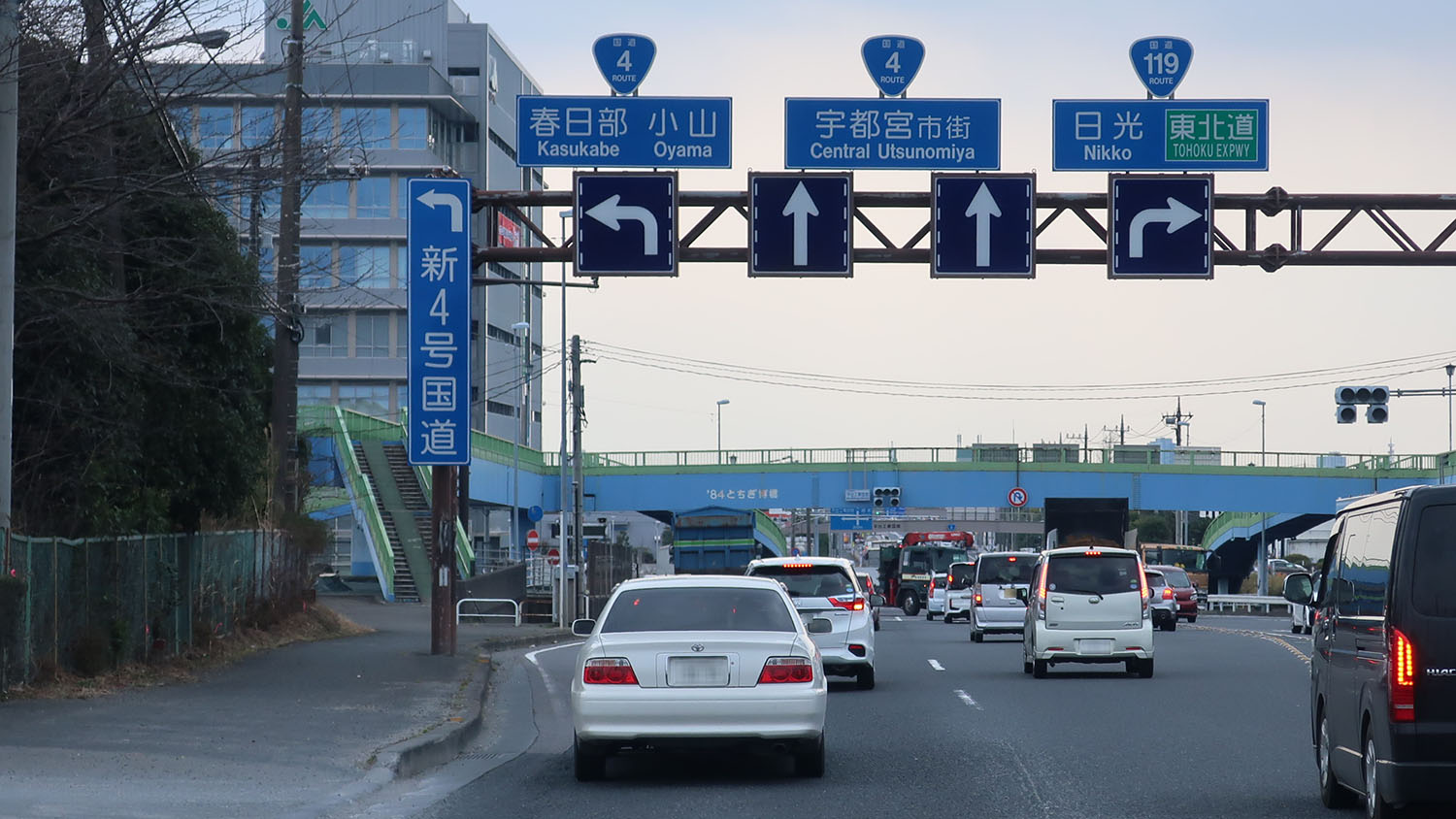
國道119號分岐點 栃木縣宇都宮市 平出工業團地
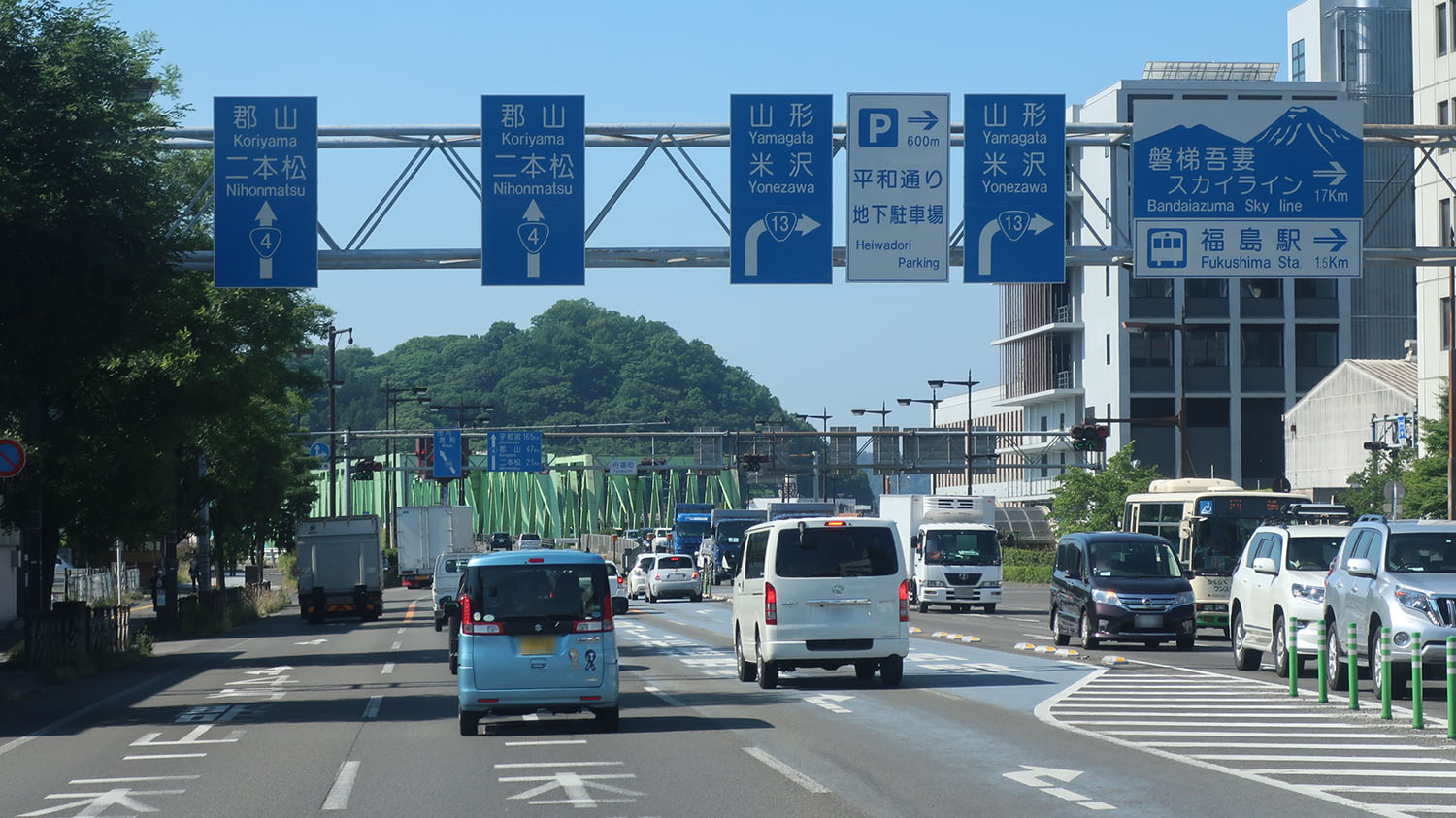
國道13號起點附近 福島縣福島市舟場町
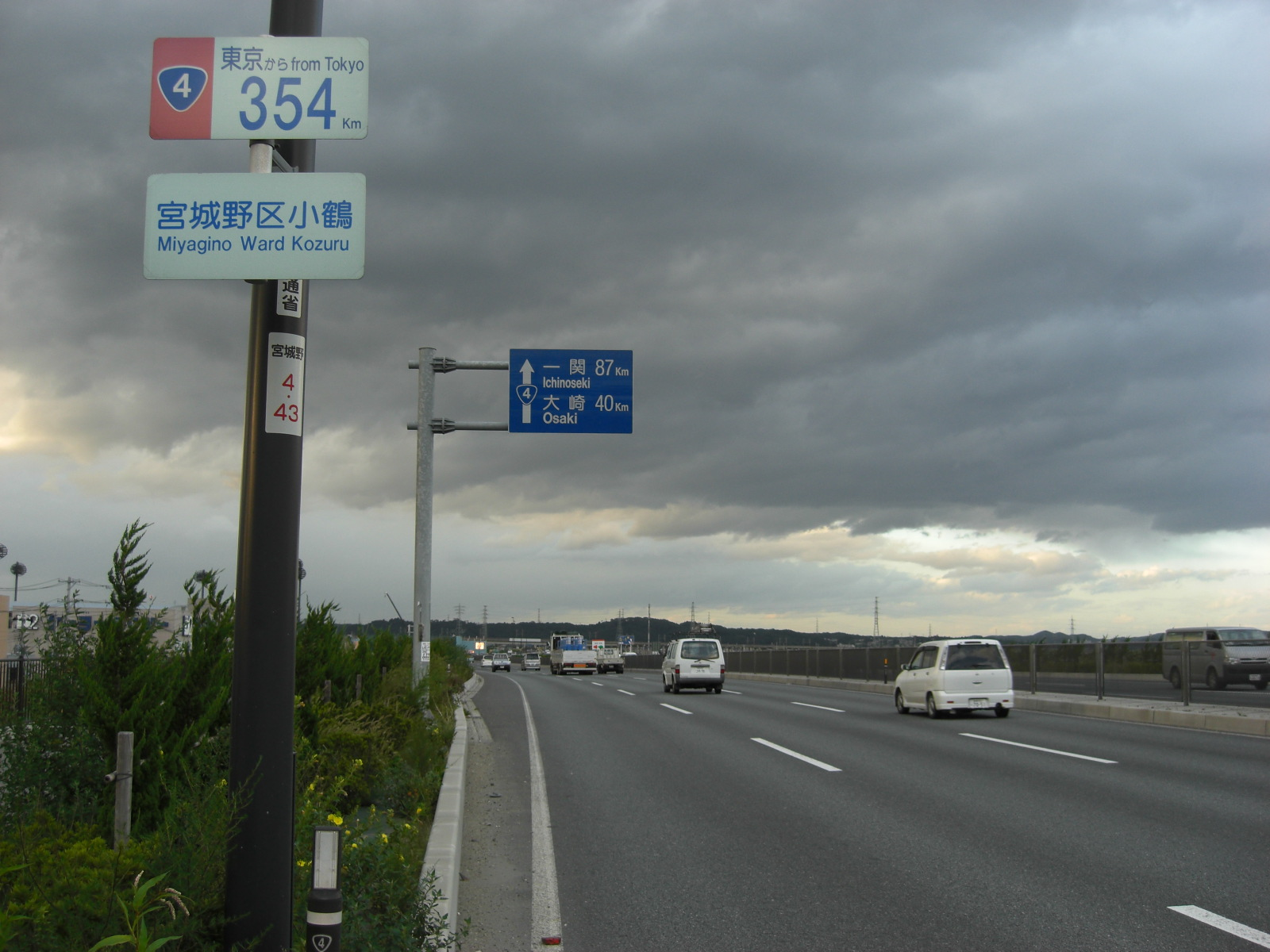
東京都中央區日本橋起354km（宮城縣仙台市宮城野區小鶴：苦竹IC附近）
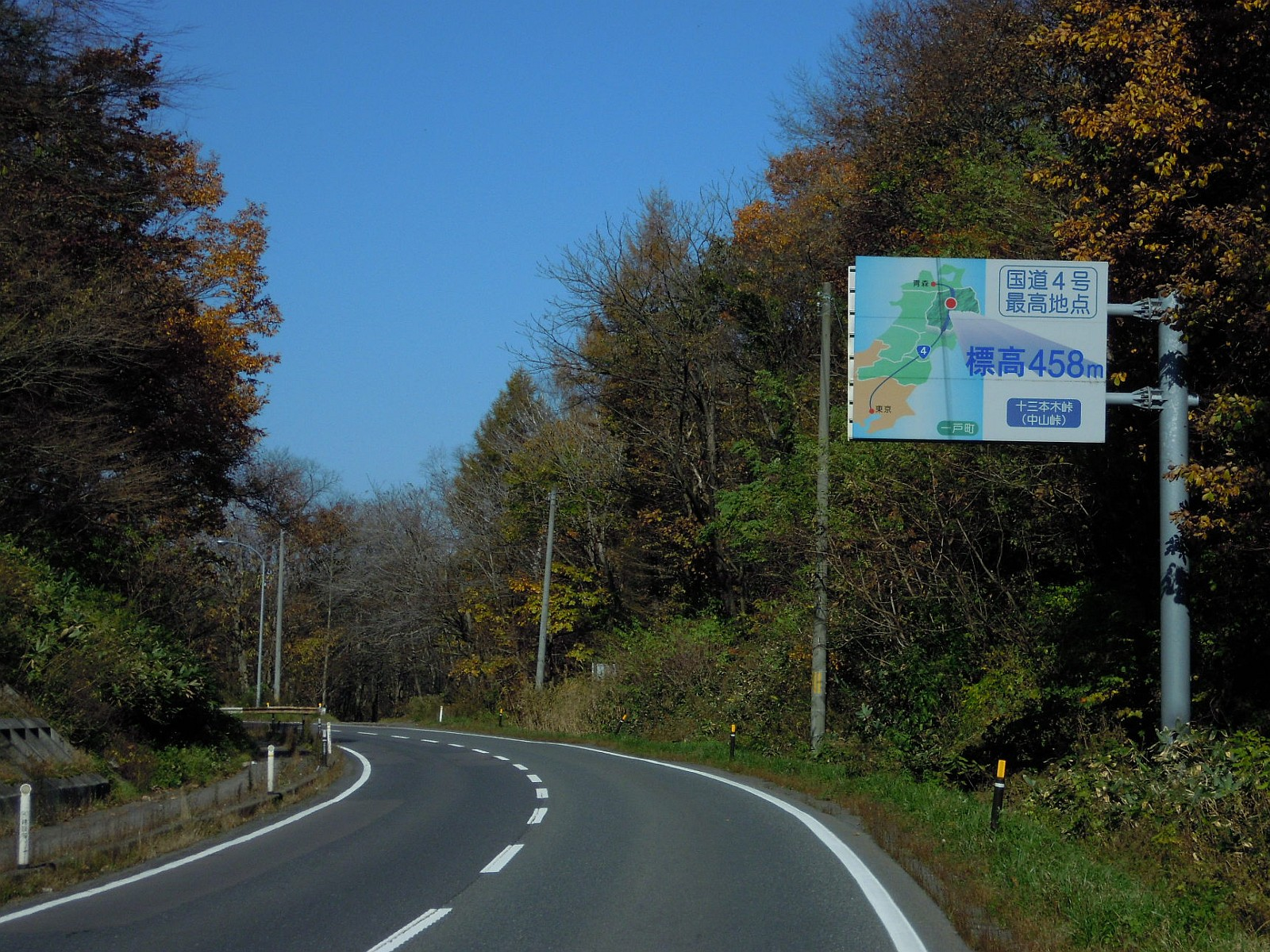
國道4號最高點十三本木峠（日语：十三本木峠）標示
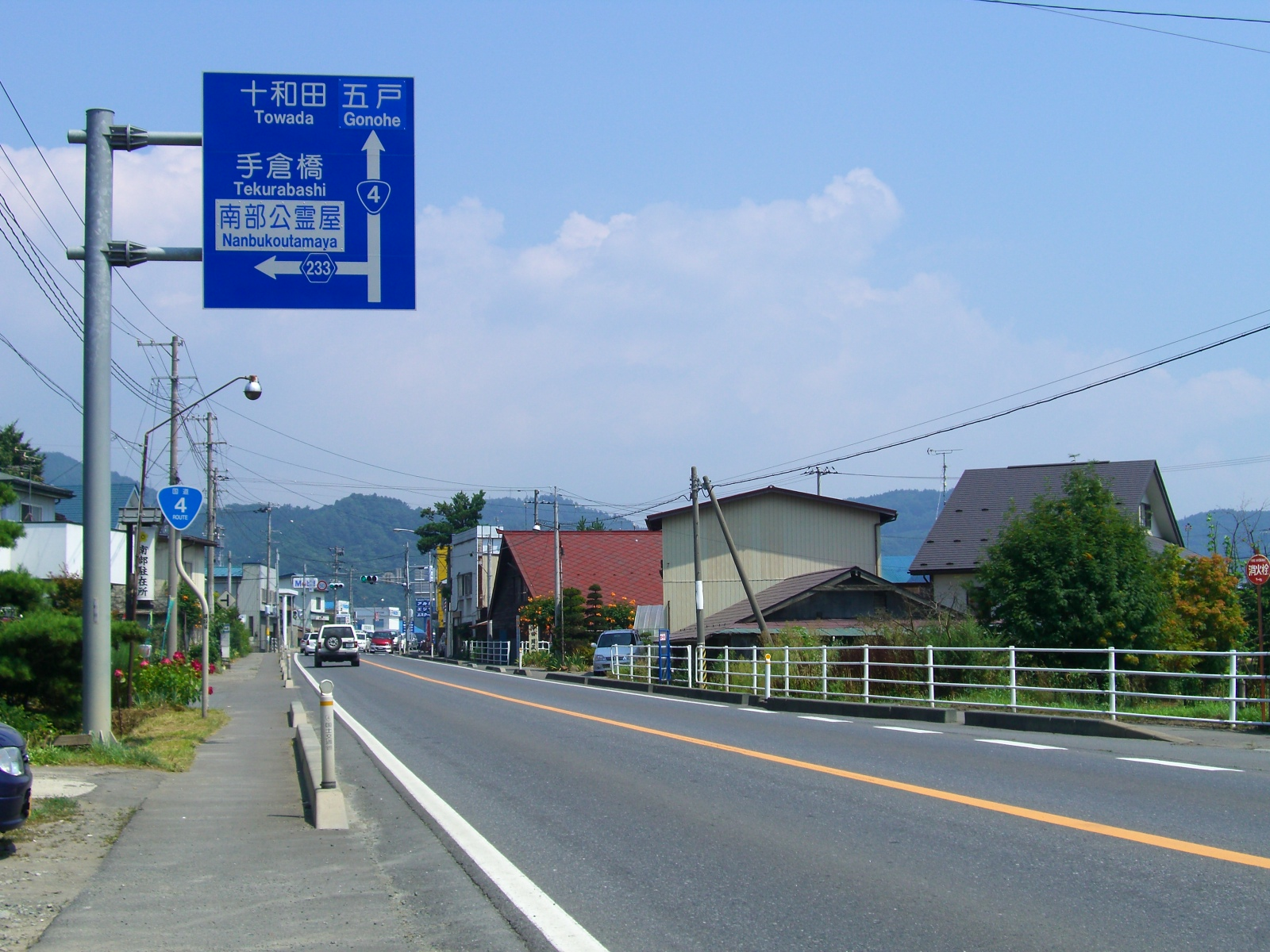
青森縣南部町內
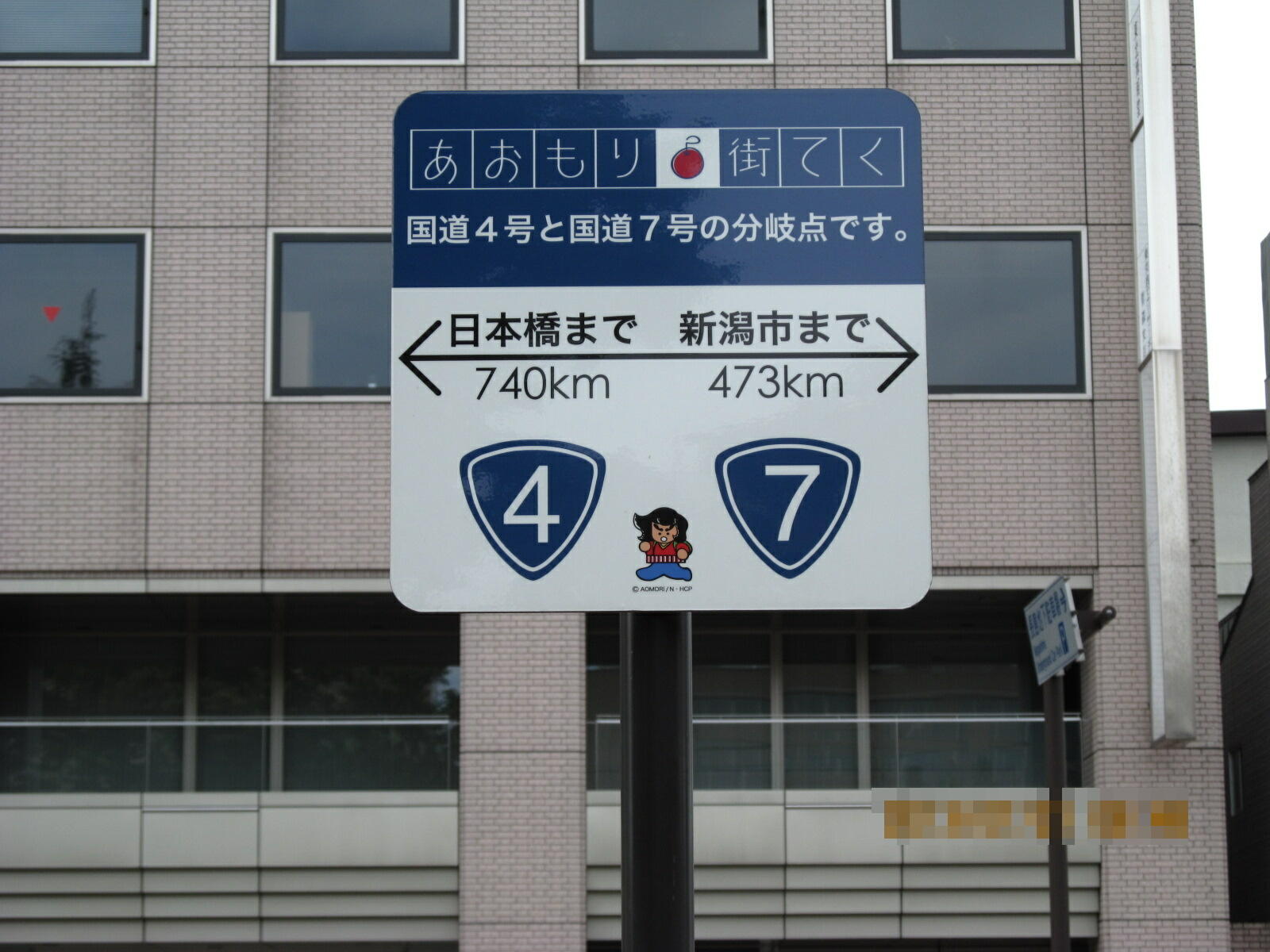
國道4號與國道7號分岐點 青森縣青森市長島

#### 一次資料
1. 1 2 3 4 5 6 7  . 道路統計年報2021. 國土交通省道路局.   [2022-03-09]. （原始内容 (XLS)存档于2022-03-25）.
2. 1 2 3  . e-Gov法令検索. 總務省行政管理局.   [2016-08-05]. （原始内容存档于2020-10-25）.
3. ↑  . e-Gov法令検索. 總務省行政管理局.   [2016-10-15]. （原始内容存档于2020-10-05）.
4. ↑   (PDF). 国土交通省東北地方整備局.   [2015-11-05]. （原始内容 (PDF)存档于2016-03-05）.
5. 1 2 3 4   (PDF) (新闻稿). 福島県土木部. 2015-10-07  [2022-05-03]. （原始内容 (PDF)存档于2022-05-09）.
6. ↑   (PDF). 警視廳.   [2015-11-05]. （原始内容 (PDF)存档于2021-01-27）.
7. 1 2 3 4   (PDF). 東京都建設局.   [2015-11-05]. （原始内容 (PDF)存档于2016-03-05）.[]
8. 1 2 3 4   (PDF). 東京都建設局.   [2015-11-05]. （原始内容 (PDF)存档于2016-03-05）.[]

## 關連項目
- 關東地方道路一覽
- 東北地方道路一覽

## 外部連結
- 國土交通省關東地方整備局 （页面存档备份，存于）
  - 東京國道事務所 （页面存档备份，存于）
  - 北首都國道事務所 （页面存档备份，存于）
  - 大宮國道事務所 （页面存档备份，存于）
  - 宇都宮國道事務所 （页面存档备份，存于）
- 國土交通省東北地方整備局（页面存档备份，存于）
  - 郡山國道事務所 （页面存档备份，存于）
  - 福島河川國道事務所 （页面存档备份，存于）
  - 仙台河川國道事務所（页面存档备份，存于）
    - 岩沼國道維持出張所 （页面存档备份，存于）（白石市 - 名取市）
    - 仙台東國道維持出張所 （页面存档备份，存于）（仙台市 - 黑川郡大衡村）
    - 古川國道維持出張所 （页面存档备份，存于）（大崎市 - 栗原市）

  - 岩手河川國道事務所（页面存档备份，存于）
  - 青森河川國道事務所 （页面存档备份，存于）
    - 十和田國道維持出張所 （页面存档备份，存于）（三戶郡三戶町 - 上北郡野邊地町）
    - 青森國道維持出張所 （页面存档备份，存于）（東津輕郡平內町 - 青森市）